# پسکگولا (میسیسیپی)
پسکگولا (به انگلیسی: Pascagoula) شهری در ایالت میسیسیپی کشور ایالات متحده آمریکا است که جمعیت آن در سرشماری سال ۲۰۱۰ میلادی، ۲۲٬۳۹۲
نفر بوده‌است.